# محمدمهدی برومندی
محمدمهدی برومندی نمایندهٔ دورهٔ نهم و دهم مجلس شورای اسلامی و عضو کمیسیون امنیت ملی و سیاست خارجی مجلس شورای اسلامی از حوزه انتخابیه مرودشت، پاسارگاد و ارسنجان در استان فارس است.
مهندس محمد مهدی برومندی دارای فوق لیسانس مهندسی زراعت می‌باشند که درستی این موضوع را می‌توانید در مشخصات کمیسیون کشاورزی مجلس نهم و در لینک خبرگزاری فارس که در صفحه به کمیسیونها مربوط است مشاهده کنید. وی همچنین دارای مدرک کارشناسی ارشد مطالعات منطقه‌ای گرایش خاورمیانه و شمال آفریقا نیز می‌باشند. برومندی در دوره دهم نائب رییس اول کمیسیون امنیت ملی و سیاست خارجی مجلس شورای اسلامی بود. وی همچنین در مجلس نهم سخنگوی کمیسیون کشاورزی مجلس بود.